# Censeau
Censeau es una localidad y comuna francesa situada en la región de Franco Condado, departamento de Jura, en el distrito de Lons-le-Saunier y cantón de Nozeroy.

## Demografía[3]
| 501 | 460 | 553 | 692 | 789 | 851 | 761 | 769 | 685 | 659 | 707 | 672 | 645 | 588 | 602 | 603 | 588 | 529 | 591 | 563 | 537 | 501 | 458 | 441 | 430 | 362 | 329 | 305 | 274 | 270 | 282 | 292 | 297 | 299 |
| Para los censos de 1962 a 1999 la población legal corresponde a la población sin duplicidades (Fuente: INSEE [Consultar]) |     |     |     |     |     |     |     |     |     |     |     |     |     |     |     |     |     |     |     |     |     |     |     |     |     |     |     |     |     |     |     |     |     |

## Administración
Se rige por un ayuntamiento formado por once miembros (conselleires), uno de los cuales es el alcalde (maire).

### Organismos intercomunales[8]
Además de formar parte de la Communauté de communes du Plateau de Nozeroy, forma parte de cuatro sindicatos intercomunales. El SIVOS maternelle et primaire de la Forêt de la Joux, con sede en la propia comuna, le proporciona servicios escolares. El Syndicat intercommunal de la Basse Joux, con sede en Mieges, realiza tareas para el desarrollo económico. El Syndicat intercommunal des eaux du centre-est Jura se encarga del tratamiento, captación y distribución de aguas. Finalmente, el Syndicat mixte d'Energies, d'Equipements et de Communication (SIDEC) du Jura se encarga de la construcción de diferentes tipos de infraestructuras, que incluyen las viarias, de saneamiento, de clableado para comunicaciones y energía, y educativas.